# Памятник Ольгерду (Витебск)
Памятник Ольгерду — конная скульптура на Рыночной площади в Витебске, первый и единственный памятник великому князю Ольгерду в Беларуси.

## История
Идея установить памятник витебскому князю Ольгерду возникла у витебских властей ещё в 2010 году. Конкурс на лучшую модель памятника выиграл скульптор Валерий Могучий. В 2011 году напротив Свято-Воскресенской церкви установили постамент для будущей композиции, который пустовал три года.
Когда памятник был уже отлит, монумент отвергло Министерство культуры Беларуси. В итоге эту работу поручили минскому скульптору Сергею Бондаренко, который в короткий срок — за 7 месяцев — создал вторую версию памятника. При этом пришлось увеличить сам постамент для памятника, так как предыдущий вариант скульптуры был меньше.
Памятник был установлен на Воскресенской площади в центре Витебска напротив Свято-Воскресенской церкви 24 июня 2014 года. Торжественное открытие конной скульптуры состоялось 27 июня 2014 года подчас празднования 1040-летия Витебска.

## Описание
Конный памятник князю создан минским скульптором Сергеем Бондаренко и отлит на Полоцком предприятии «Технолит» в Полоцке.
Конь, на котором сидит князь, идет аллюром. С вытянутой правой руки князя срывается в полёт сокол — символ княжеской власти.
Памятник весит около 3,5 тонны, высота скульптуры составляет 3,6 метра, пьедестала — 2,8 метра.

## Ольгерд и Витебск
В 1318 году Ольгерд женился на дочери витебского князя Марии. Когда в 1320 году витебский князь умер, Витебское княжество отошло по наследству его зятю. Таким образом, путем династического брака Витебск и Витебское княжество вошли в состав Великого Княжества Литовского.

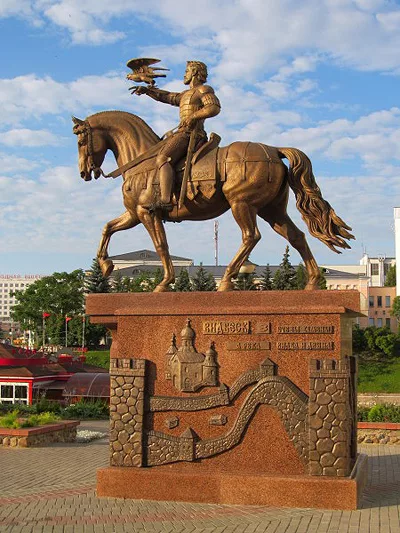
До установки скульптуры князя постамент выглядел как памятник витебским замкам

Деятельность князя Ольгерда была направлена на укрепление и развитие города. В соответствии с новейшими европейскими достижениями Витебск был обнесен каменными фортификационными сооружениями. Каменными стенами с оборонительными башнями были укреплены Нижний и верхний замки, в последнем Ольгердом построен княжеский дворец. За период его княжения Витебск превратился в важный форпост Великого Княжества Литовского на восточных рубежах. Князем и княгиней Марией Ярославной была возведена церковь Святого Духа в Обручевье, а также отремонтирована Благовещенская церковь XII века.
Ольгерд проявил себя как талантливый политик и полководец. Он в мире и дружбе жил с братом Кейстутом, который фактически выступал соправителем. Вместе братья успешно противостояли натиску крестоносцев. Ольгерд продолжал политику своего отца на Востоке, активно расширял границы государства за счет восточнославянских земель. Победа в битве на Синих Водах в 1362 (1363) году положила начало освобождению земель Руси от ордынского господства. При Ольгерде все белорусские земли оказались в составе Великого Княжества Литовского.